# Graptartia scabra
Graptartia scabra là một loài nhện trong họ Corinnidae.
Loài này thuộc chi Graptartia. Graptartia scabra được Eugène Simon miêu tả năm 1878.